# Felsőhidegpatak
Felsőhidegpatak (ukránul: Верхній Студений) település Ukrajnában, Kárpátalján, a Huszti járásban.

## Fekvése
Ökörmezőtől északnyugatra, Alsóhidegpatak északi szomszédjában fekvő zsákfalu.

## Története
Felsőhidegpatak (Hidegpatak) nevét 1612-ben említette először oklevél Hideghpathak alias Ztudina néven, majd 1653-ban Hydeghpathaka néven írták.
Hidegpatak kenézi telepítésű verhovinai falu, melyet a 16. században a Lipcsei és Dolhai családok és rokonságuk telepítette a hasonló (ruszin, orosz nyelven Ztudina) nevű patak mellett. A ruszin jobbágyok által lakott falu főbb birtokosai Kornis György, Bernáth László Farkas György, Kun Péter özvegye, Bér Mihály voltak. A későbbi évszázadokban már két Hidegpatak nevű település is létezett egymás közelében: Alsó- és Felsőhidegpatak néven.
Felsőhidegpataknak 1910-ben 1026 lakosából 3 magyar, 211 német, 809 román volt. Ebből 812 görögkatolikus, 211 izraelita volt. A trianoni békeszerződés előtt Máramaros vármegye Ökörmezői járásához tartozott.